# Unterseeboot 307
Le Unterseeboot 307 (ou U-307) est un sous-marin allemand (U-Boot) de type VII.C utilisé par la Kriegsmarine (marine de guerre allemande) pendant la Seconde Guerre mondiale.

## Construction
L'U-307 est un sous-marin océanique de type VII C. Construit dans les chantiers de Flender Werke AG à Lübeck, la quille du U-307 est posée le 5 novembre 1941 et il est lancé le 30 septembre 1942. L'U-307 entre en service 1,5 mois plus tard.

## Historique
Mis en service le 18 novembre 1942, l'Unterseeboot 307 reçoit sa formation de base à Danzig dans la 8. Unterseebootsflottille jusqu'au 30 avril 1943, puis l'U-307 rejoint son unité de combat à Brest dans la 11. Unterseebootsflottille. Le 1er novembre 1943, il rejoint la 13. Unterseebootsflottille à Drontheim.
L'Unterseeboot 307 a effectué treize patrouilles dans lesquelles il a coulé deux navires marchands ennemis pour un total de 7 226 tonneaux au cours de ses 373 jours en mer.
En vue de la préparation de sa première patrouille, il quitte Kiel le  29 juin 1943 sous les ordres de l'Oberleutnant zur See Friedrich-Georg Herrle pour rejoindre Bergen le 2 juillet 1943. Le lendemain, il appareille pour Hammerfest qu'il atteint six jours plus tard, le 8 juillet 1943.
Pour sa première patrouille, il quitte le port de Hammerfest le 9 juillet 1943 pour y revenir quatre jours plus tard, le 12 juillet 1943.
Six jours après son retour de sa sixième patrouille, le 11 mai 1944, l'Oberleutnant zur See Friedrich-Georg Herrle est décoré de la Croix allemande en or pour le récompenser de son succès sur un navire marchand de 7 176 tonneaux coulé le 30 avril 1944.
Sa treizième patrouille le fait quitter le port de Narvik le 16 avril 1945 sous les ordres de l'Oberleutnant zur See Erich Krüger, commandant de l'U-307 depuis le 2 décembre 1944 et entamant sa quatrième patrouille avec cet U-Boot. Après quatorze jours en mer, l'U-307 est coulé le 29 avril 1945 dans la mer de Barents près de Mourmansk à la position géographique de 69° 24′ N, 33° 44′ E par des charges de profondeur lancées de la frégate britannique HMS Loch Insh. 
37 des 51 membres d'équipage meurent dans cette attaque.
À la fin de la guerre, le 4 septembre 1945, la dernière unité allemande à se rendre a été celle des membres de la station météo « Haudegen » (boucanier) au Spitzberg, l’île principale de l'archipel du Svalbard, qui y avait été déposée par l'U-307 le 28 septembre 1944.

## Affectations successives
- 8. Unterseebootsflottille à Danzig du 18 novembre 1942 au 30 avril 1943 (entrainement)
- 11. Unterseebootsflottille à Brest du  1er mai au 31 octobre 1943 (service actif)
- 13. Unterseebootsflottille à Drontheim du  1er novembre 1943 au 29 avril 1945 (service actif)

## Commandement
- Leutnant zur See, puis Oberleutnant zur See Friedrich-Georg Herrle du 18 novembre 1942 au 1er décembre 1944
- Oberleutnant zur See Erich Krüger du 2 décembre 1944 au 29 avril 1945

## Patrouilles
|       | Commandant                   | Départ           | Départ     | Arrivée          | Arrivée    | Jours     | Succès  |
| ----- | ---------------------------- | ---------------- | ---------- | ---------------- | ---------- | --------- | ------- |
|       | Oblt. Friedrich-Georg Herrle | 29 juin 1943     | Kiel       | 2 juillet 1943   | Bergen     | 4 jours   |         |
|       | Oblt. Friedrich-Georg Herrle | 3 juillet 1943   | Bergen     | 8 juillet 1943   | Hammerfest | 6 jours   |         |
| 1     | Oblt. Friedrich-Georg Herrle | 9 juillet 1943   | Hammerfest | 12 juillet 1943  | Hammerfest | 4 jours   |         |
| 2     | Oblt. Friedrich-Georg Herrle | 16 juillet 1943  | Hammerfest | 21 août 1943     | Hammerfest | 37 jours  |         |
| 3     | Oblt. Friedrich-Georg Herrle | 2 septembre 1943 | Hammerfest | 9 octobre 1943   | Hammerfest | 38 jours  |         |
| 4     | Oblt. Friedrich-Georg Herrle | 27 octobre 1943  | Hammerfest | 9 décembre 1943  | Hammerfest | 44 jours  |         |
|       | Oblt. Friedrich-Georg Herrle | 12 décembre 1943 | Hammerfest | 15 décembre 1943 | Trondheim  | 4 jours   |         |
| 5     | Oblt. Friedrich-Georg Herrle | 23 février 1944  | Trondheim  | 27 mars 1944     | Narvik     | 34 jours  |         |
| 6     | Oblt. Friedrich-Georg Herrle | 16 avril 1944    | Narvik     | 5 mai 1944       | Narvik     | 20 jours  | 7 176   |
| 7     | Oblt. Friedrich-Georg Herrle | 25 mai 1944      | Narvik     | 12 juillet 1944  | Narvik     | 49 jours  |         |
|       | Oblt. Friedrich-Georg Herrle | 2 août 1944      | Narvik     | 3 août 1944      | Hammerfest | 2 jours   |         |
| 8     | Oblt. Friedrich-Georg Herrle | 4 août 1944      | Hammerfest | 23 août 1944     | Hammerfest | 20 jours  | 50      |
|       | Oblt. Friedrich-Georg Herrle | 24 août 1944     | Hammerfest | 25 août 1944     | Narvik     | 2 jours   |         |
|       | Oblt. Friedrich-Georg Herrle | 29 août 1944     | Narvik     | 31 août 1944     | Tromsö     | 3 jours   |         |
| 9     | Oblt. Friedrich-Georg Herrle | 9 septembre 1944 | Tromsø     | 4 octobre 1944   | Hammerfest | 26 jours  |         |
| →     | Oblt. Friedrich-Georg Herrle | 5 octobre 1944   | Hammerfest | 7 octobre 1944   | Narvik     | 3 jours   |         |
|       | Oblt. Friedrich-Georg Herrle | 8 octobre 1944   | Narvik     | 10 octobre 1944  | Trondheim  | 3 jours   |         |
|       | Oblt. Erich Krüger           | 15 janvier 1945  | Trondheim  | 20 janvier 1945  | Narvik     | 6 jours   |         |
| 10    | Oblt. Erich Krüger           | 24 janvier 1945  | Narvik     | 16 février 1945  | Narvik     | 24 jours  |         |
| 11    | Oblt. Erich Krüger           | 20 février 1945  | Narvik     | 28 janvier 1945  | Narvik     | 9 jours   |         |
| 12    | Oblt. Erich Krüger           | 12 mars 1945     | Narvik     | 1er avril 1945   | Narvik     | 21 jours  |         |
| 13    | Oblt. Erich Krüger           | 16 avril 1945    | Narvik     | 29 avril 1945    | Coulé      | 14 jours  |         |
| Total | Total                        | Total            | Total      | Total            | Total      | 373 jours | 7 226 t |

Note : Oblt. = Oberleutnant zur See 

### Opérations Wolfpack
L'U-307 a opéré avec les Wolfpacks (meute de loups) durant sa carrière opérationnelle.
1. Wiking (5 septembre 1943 - 8 octobre 1943)
2. Monsun (3 octobre 1943 - 23 novembre 1943)
3. Eisenbart (28 octobre 1943 - 8 décembre 1943)
4. Boreas (28 février 1944 - 10 mars 1944)
5. Thor (17 mars 1944 - 26 mars 1944)
6. Donner (17 avril 1944 - 20 avril 1944)
7. Donner & Keil (20 avril 1944 - 3 mai 1944)
8. Grimm (31 mai 1944 - 6 juin 1944)
9. Trutz (8 juin 1944 - 10 juillet 1944)
10. Rasmus (6 février 1945 - 13 février 1945)
11. Hagen (13 mars 1945 - 21 mars 1945)
12. Faust (21 avril 1945 - 29 avril 1945)

## Navires coulés
L'Unterseeboot 307 a coulé deux navires marchands ennemis pour un total de 7 226 tonneaux au cours des 13 patrouilles (343 jours en mer) qu'il effectua.
| Date          | Nom               | Nationalité | Tonnage (GRT) | Convoi | Fait  |
| ------------- | ----------------- | ----------- | ------------- | ------ | ----- |
| 30 avril 1944 | William S. Thayer | USA         | 7 176         | RA-59  | Coulé |
| 18 août 1944  | Lennox            | Norvège     | 50            |        | Coulé |

### Source et bibliographie
- (en) Cet article est partiellement ou en totalité issu de l’article de Wikipédia en anglais intitulé « German submarine U-307 » (voir la liste des auteurs).
- Chris Bishop, historien militaire (trad. de l'anglais par Christian Muguet), Les sous-marins de la Kriegsmarine : 1939-1945 : le guide d'identification des sous-marins [« The spellmount submarine identification guide : Kriegsmarine U-boats 1939-1945 »], Paris, Éd. de Lodi, 2008, 192 p. (ISBN 978-2-84690-327-1, OCLC 470721805, BNF 41298980)